# Ђовани Пелијело
Ђовани Пелијело (Верчели, 11. јануар 1970), је италијански спортиста који се такмичи у стрељаштву у дисциплини трап. Седам пута до сада учествовао је на Олимпијским играма и освојио четири медаље, три сребра (2004, 2008. и 2016) и једну бронзу (2000). На Светским првенствима освојио је четири златне, три сребрне и две бронзнане медање.